# Johannes Holt Iversen
Johannes Holt Iversen (født 8. september 1989) er en dansk billedkunstner og skulptør, der siden 2016 har boet og arbejdet i Amsterdam, Holland. Han er lærling af den Danske billedmaler og skulptør Erik Rytter (fhv. assistent af Poul Gernes). Han er diplomuddannet fra det Hollandske kunstakademi Gerrit Rietveld Academie.
I 2014 deltog han i udviklingen og opstarten af Spotify Artists open data-programmet ved at benytte et kunstnerpseudonym på streamingtjenesten.
I 2016 deltog Johannes Holt Iversen i Остен International Biennial of Drawing på Остен Museum of Modern Art Skopje, Makedonien.
I 2018 udstillede Johannes Holt Iversen på Glassbox espace d'Art i 11. arrondissement i Paris, Frankrig samt Carl-Henning Pedersen og Else Alfelts Museum i Herning, hvor han deltog i TV-programserien Kunsten at blive snydt på DR1, baseret på koncept fra det britiske TV-netværk Sky Arts. Her udarbejdede han en eksakt replika af det berømte CoBrA maleri "Fugl der spiser" fra 1939 af Carl-Henning Pedersen.
I 2019 debuterede Johannes Holt Iversen med sin første soloudstilling "Concerning the Hyper-Primitive", der foregik i Paris, Frankrig med støtte fra Augustinus Fonden.
I 2020 indkøbte Statens Kunstfond tre værker af Johannes Holt Iversen fra hhv. Skulptur-serien "Lascaux" og maleri-serien "Hyper-Primitive".
I 2021 begyndte Johannes Holt Iversen at blive repræsenteret i Paris, Frankrig gennem Patricia Chicheportiche fra Galerie 208. I november 2021 blev han ydermere fast repræsenteret af Elena Ioannidou fra The Edit Gallery i Limassol,Cypern.   I løbet af december 2021 og januar 2022 skabte Johannes Holt Iversen i samarbejde med Director of Fermentation Jason White fra den meget anerkendte Noma (restaurant) et kunstværk baseret på en plexiglaskonstruktion ved hjælp af en kombination af optisk holografisk PVC og dyrket mycelium monokultur-skimmel, som er biologisk bremset af Nomas laboratorieudstyr. Kunstværket hænger nu i Noma i deres Fermentation Lab. I april 2022 var Johannes Holt Iversen en del af en gruppeudstilling ved navn "The Responsive Body" sammen med billedkunstneren Sali Muller afholdt af Stella Allery Berlin i Tyskland. I december 2022 deltog Johannes Holt Iversen i sin første gruppeudstilling i Sydasien afholdt af Pakistan Art Forum kurateret af kunstrådgiver Zara Sajid. I marts 2023 blev Johannes Holt Iversen inviteret af kunstneren Christian Tony Norum til at deltage i en gruppeudstilling i Edvard Munchs Atelier i Ekely sammen med 38 samtidskunstnere og gamle mestre som Asger Jorn , Sigmar Polke og Edvard Munch.  I løbet af april-maj 2023 deltog Holt Iversen i en gruppeudstilling sammen med kunstnerne Florence Reekie og Karolina Albricht afholdt på Artistellar Gallery i London Mayfair distrikt. I 2023 migrerede Holt Iversen desuden sin repræsentation i Paris til Galerie Duret i 6. arrondissement i Paris og deltog sammen med dem i den internationale hollandske kunstmesse KunstRAI i Amsterdam samme år. I juni 2023 afholdt Johannes Holt Iversen sin tredje soloudstilling med navnet AFTERBURNER med sit hovedgalleri Annika Nuttall Gallery i Aarhus, Danmark.
I januar 2024 fik Holt Iversen fast repræsentation hos 大雋藝術 Gallery fra Taiwan og deltog samme år med galleriet til kunstmesserne Art Central og Art Basel Hong Kong under Hong Kong Art Week 26.-31. Marts 2024. Johannes Holt Iversen deltog med værker fra hans Skulptur-serie "Lascaux" samt hans Skulptur-serie "Chauvet" i sammenhæng med hans AI inspirerede malerier fra 2023. 
I april 2024 udstillede Johannes Holt Iversen på Hotel d’Angleterre samt udsmykkede Michelin restauranten Marchal med værker fra hans skulptur serie Chauvet. 